# Police Academy 3
Pour les articles homonymes, voir Police Academy (homonymie).
Série Police Academy
Police Academy 2
(1985) Police Academy 4
(1987)
Pour plus de détails, voir Fiche technique et Distribution.
Police Academy 3 : Instructeurs de choc (Police Academy 3: Back in Training) est un film américano-canadien réalisé par Jerry Paris, sorti en 1986. C'est le troisième volet de la série Police Academy.

## Synopsis
L'une des deux écoles de police du district doit fermer. Il suffit de cette nouvelle pour réveiller l'ancienne rivalité qui oppose depuis toujours les établissements que dirigent respectivement Lassard et Mauser, d'autant qu'un jury de personnalités est chargé d'effectuer une enquête destinée à nommer la meilleure école. Tandis que Mauser tente simplement de ruiner la réputation de son rival, Lassard fait appel à ses glorieux anciens, Mahoney, Hightower, Tackleberry et quelques autres, pour dispenser rapidement et efficacement aux élèves la formation qu'ils n'ont jamais reçue, tant il est vrai que Lassard demeure le doux dingue qu'il a toujours été...

## Fiche technique
- Titre français : Police Academy 3 : Instructeurs de choc
- Titre original : Police Academy 3: Back in Training
- Réalisation : Jerry Paris
- Scénario : Gene Quintano, d'après les personnages créés par Neal Israel et Pat Proft
- Musique : Robert Folk
- Photographie : Robert Saad
- Montage : Bud Molin
- Production : Paul Maslansky
- Sociétés de production : Warner Bros. & Police Academy Productions
- Société de distribution : Warner Bros.
- Pays :  États-Unis,  Canada
- Langue : Anglais
- Format : Couleur - Mono - 35 mm - 1.85:1
- Genre : Comédie policière
- Durée : 83 min
- Date de sortie : 
  - États-Unis - 21 mars 1986

## Distribution
- Steve Guttenberg (VF : Hervé Bellon) : sergent Carey Mahoney
- Bubba Smith (VF : Tola Koukoui) : sergent Moses Hightower
- David Graf (VF : Patrick Préjean) : sergent Eugene Tackleberry
- Michael Winslow (VF : Greg Germain) : sergent Larvell Jones
- Marion Ramsey (VF : Maïk Darah) : sergent Laverne Hooks
- Bruce Mahler (VF : Jean-Pierre Leroux) : sergent Douglas Fackler
- Leslie Easterbrook (VF : Martine Meiraghe) : lieutenant Debbie Callahan
- Art Metrano (VF : Marc de Georgi) : commandant Mauser
- Lance Kinsey (VF : Vincent Violette) : lieutenant Proctor
- Tim Kazurinsky (VF : Roger Crouzet) : cadet Sweetchuck
- Bob Goldthwait (VF : Marc François) : cadet Zed
- Brian Tochi (VF : Luq Hamet) : cadet Nogata
- George Gaynes (VF : Jean-Claude Michel) : commandant Eric Lassard
- Shawn Weatherly (VF : Céline Monsarrat) : cadet Karen Adams
- Scott Thomson (VF : Richard Darbois) : sergent Chad Copeland
- Brant von Hoffman (VF : François Leccia) : sergent Kyle Blanks[1]
- Arthur Batanides (VF : Claude Joseph) : M. Kirkland
- Andrew Paris : cadet Bud Kirkland
- R. Christopher Thomas : cadet Baxter #1
- David James Elliott : cadet Baxter #2

## Autour du film
- Art Metrano, qui joue le commandant Mauser, sera peu après la fin du tournage victime d'une chute à son domicile et restera handicapé des membres inférieurs. Il retrouvera une mobilité mais préférera se déplacer en fauteuil roulant. On peut légitement penser que c'est pour cette raison que l'acteur ne reprit plus son rôle dans les futurs opus.
- Shawn Weatherly est une ancienne reine de beauté qui fut élue Miss USA et Miss Univers en 1980.
- Le cadet Zed n'est autre que l'ancien chef des Cradocks, dans le second volet. On peut tout de suite penser qu'après son arrestation, la justice lui a laissé le choix entre intégrer l'académie de police ou aller en prison, comme ce fut le cas pour Mahoney au début du premier film.
- Les comédiens Richard Darbois et François Leccia ont échangé leurs places sur le doublage des acteurs Scott Thomson et Brant Van Hoffman.
- Le réalisateur Jerry Paris signe ici son dernier long-métrage. En effet, le réalisateur est décédé seulement quelques jours après la sortie du film.